# Định lý Lagrange (lý thuyết nhóm)
Trong lý thuyết nhóm, định lý Lagrange phát biểu rằng: nếu H là nhóm con của nhóm hữu hạn G, thì cấp (số phần tử) của G chia hết cho cấp của H.
Định lý này được đặt theo tên của nhà toán học người Pháp Joseph Lagrange.

## Chứng minh
Trong chứng minh sử dụng khái niệm lớp bên trái của nhóm H trong G. Nhắc lại: 2 phần tử a và b của G nằm ở cùng một lớp của H trong G nếu tồn tại phần tử {\displaystyle h\in H} sao cho a = bh, ký hiệu một lớp là aH với a là một phần tử bất kì trong lớp đó, tập tất cả các lớp ký hiệu là G/H. Dễ dàng chứng minh được 2 lớp bất kỳ sẽ không giao nhau và H cũng chính là một lớp. Gọi aH và bH là 2 lớp bất kì của H trong G ta có thể định nghĩa một ánh xạ {\displaystyle f:aH\to bH} bằng cách đặt {\displaystyle f(x)=ba^{-1}x}. Đây là một song ánh vì nó có nghịch đảo {\displaystyle f^{-1}(y)=ab^{-1}y}
Như vậy số phần tử của các lớp của H là bằng nhau và bằng cấp của H. Ký hiệu [G:H] là số các lớp của H (còn gọi là chỉ số của H)
{\displaystyle \Rightarrow |G|=[G:H].|H|}

## Hệ quả
Gọi G là nhóm hữu hạn, a là một phần tử của nhóm G.
- Một hệ quả có thể thấy ngay là trong một nhóm hữu hạn bậc của một phần tử bất kỳ là ước số của cấp nhóm đó. Nếu gọi k là bậc của phần tử a trong nhóm G (k là số nguyên dương nhỏ nhất thỏa mãn điều kiện {\displaystyle a^{k}=e}) thì |G| chia hết cho k (còn được viết là k | |G|)
- Nếu bậc của phần tử a bằng cấp của nhóm G thì G là nhóm cyclic và có phần tử sinh là a
- Nếu bậc của G là số nguyên tố thì G là nhóm cyclic

## Sử dụng
- Định lý này được sử dụng để chứng minh định lý Fermat nhỏ trong lý thuyết số và định lý tổng quát của nó định lý Euler
- Ngoài ra định lý còn được dùng để kiểm tra sự tồn tại một nhóm con của một nhóm hữu hạn

## Lịch sử
Lagrange không chứng minh định lý trên. Ông chỉ chứng minh mệnh đề sau: số các đa thức n biến khác nhau, nhận được bằng cách hoán đổi vị trí các biến từ một đa thức cho trước, luôn là ước số của n!. (n! = 1.2.3...n là số các hoán vị n phần tử). Sau này mệnh đề của Lagrange về số các đa thức được tổng quát trên nhóm và được phát biểu thành định lý mà ngày nay mang tên ông.